# William Henry Sykes
Coronel William Henry Sykes ( 25 de enero de 1790 - 16 de junio de 1872) fue un oficial del ejército británico en la India, político y ornitólogo.
Sykes nació cerca de Bradford en Yorkshire, se unió al ejército de Bombay en 1804 y volvió al Reino Unido en 1837.
Fue miembro del Parlamento británico por Aberdeen en 1857, y fue elegido presidente de la Royal Asiatic Society en 1858.
Durante su estancia en la India, Sykes recogió animales nativos. Publicó sus catálogos de aves y mamíferos de la meseta Deccan en los Proceedings of the Zoological Society en 1832. Estos incluían 56 aves desconocidas para la ciencia, incluyendo la garza Ardeola grayii. Sykes también estudió los peces de la zona, y escribió artículos sobre las codornices y hemípodos de la India.

## Honores

### Eponimia
- (Rubiaceae) Sykesia Arn.[1]

## Abreviatura (zoología)
La abreviatura Sykes  se emplea para indicar a William Henry Sykes como autoridad en la descripción y taxonomía en zoología.